# João Monteiro de Meira

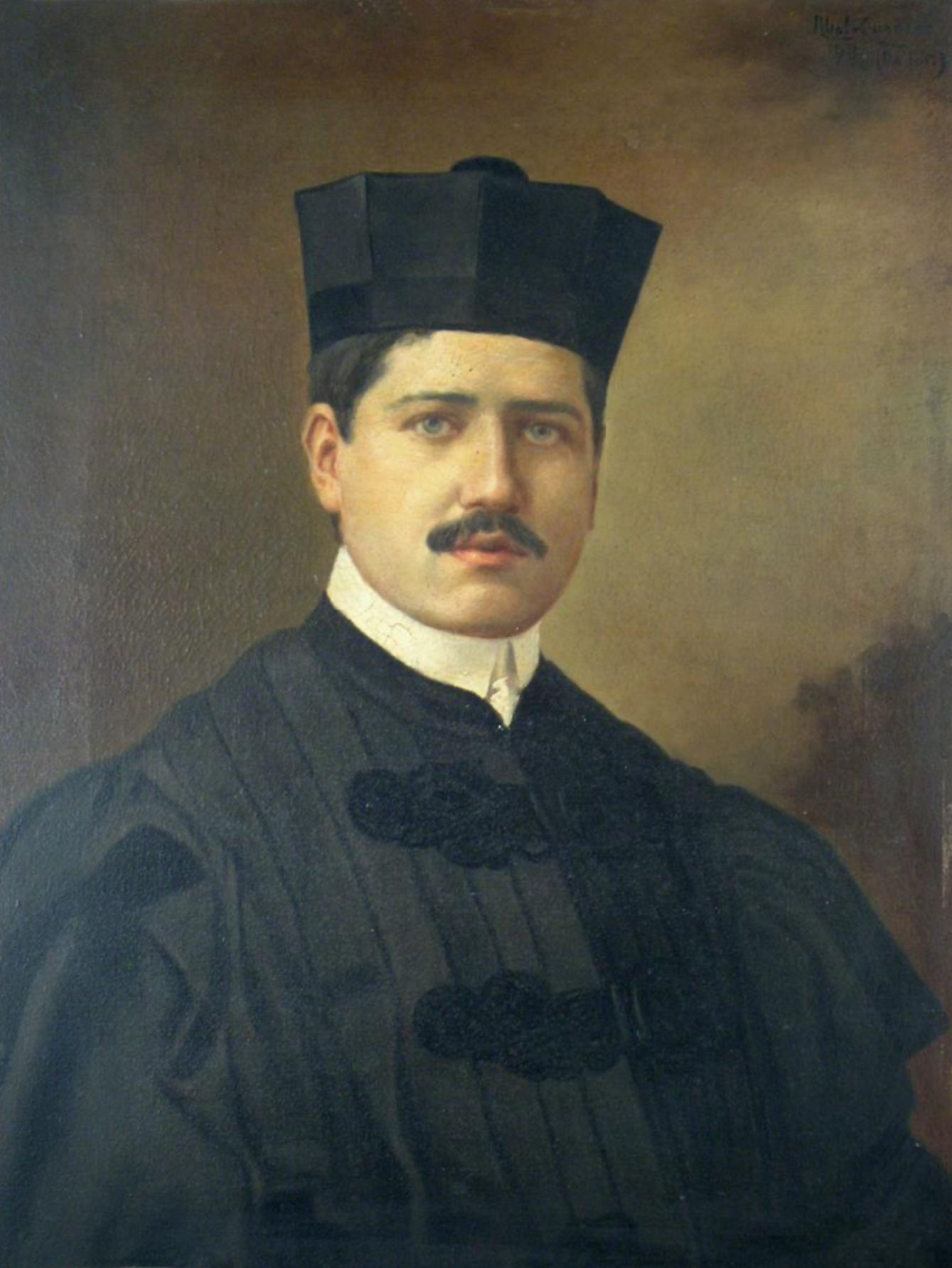
Pintura de 1919 que retrata João de Meira.

João Monteiro de Meira (Guimarães, 31 de julho de 1881 – Guimarães, 25 de setembro de 1913) foi um médico, historiador e escritor português.

## Biografia
Primogénito do Dr. Joaquim José de Meira e de D. Adelaide Sofia da Silva Monteiro, nasceu na residência familiar sito na rua de D. João I, zona central de Guimarães. Nessa cidade realizou os estudos primários e liceais no Colégio de S. Dâmaso (1891-1896), antes da partida para o Porto para frequentar o curso preparatório ao curso cirúrgico-médico na Academia Politécnica do Porto (1896-1899) e na Escola Politécnica de Lisboa (1899-1900), findo os quais ingressou na Escola Médico-Cirúrgica do Porto (1900-1906). 
Nesta instituição obteve o respectivo diploma superior com a classificação de 16 valores, após defesa da dissertação inaugural O concelho de Guimarães (1907) avaliada com a classificação máxima de 20 valores. Passado um ano iniciaria aí a sua carreira académica: lente substituto da secção cirúrgica (1908), substituto da cadeira de Medicina Legal e da director da Morgue do Porto (1909), aquando da elevação a Universidade do Porto nomeado professor ordinário de Farmacologia e Ciências Naturais (1911), ainda que mantendo as anteriores funções lectivas.   
Entretanto, no interregno entre o final do curso e o início do magistério superior, regressou à terra natal onde acumulou durante cerca de um ano as profissões de médico particular, jornalista, clínico no Hospital de S. Domingos e professor no Liceu Nacional de Guimarães. Do matrimónio celebrado com D. Madalena Baptista Sampaio nasceram dois filhos, tendo apenas a filha Virgínia Adelaide sobrevivido à infância. Já desde jovem revelara uma inteligência, memória e cultura literária excepcionais, assinando quase sempre sob pseudónimos, artigos e sonetos em periódicos como o “Comércio de Guimarães”, “O Independente”, “A Alvorada”, “O Comércio do Porto”, entre outros, fundando o seu próprio jornal de arte e crítica “A Parvónia”.   
No ocaso da vida começava a afirmar-se como reputado historiador e escritor. Na primeira mais orientada para a História da Medicina assinou com Maximiano Lemos uma nova série dos "Arquivos da História da Medicina Portuguesa", reviu muitos dos mitos historiográficos vimaranenses na “Revista de Guimarães” e na “Gazeta dos Hospitais do Porto” e chegou a ser convidado para suceder ao Abade de Tagilde na continuação dos “Vimaranis Monumenta Historica” pela Sociedade Martins Sarmento. Já como literato encoberto sob outros nomes, surpreenderia todos com os seus "pastiches" pela imitação perfeita do estilo literário de autores antigos e modernos em composições originais: Fernão Lopes, Camões, Bocage, Antero de Quental, Camilo Castelo Branco, Gil Vicente, António Nobre, Arthur Conan Doyle num leque heterogéneo de personalidades. 
Esta sua capacidade e criativade literária acabaram por o mitificar como um médium capaz de reencarnar os espíritos desses autores, como defendia fantasiosamente o Coronel José Augusto Feure da Rosa, facilmente contestado pelos testemunhos dos seus conterrâneos. Bem como pelo próprio sentido de humor refinado e sarcástico de João de Meira, que enviava para os periódicos tais inéditos com explicações plausíveis, mas que não deixavam de indiciar a sua real autoria pelos elementos fornecidos. O seu "pastiche" mais famoso por ter perdurado várias décadas erroneamente atribuído foi o poema "A Loira" de Cesário Verde, quase sempre incluído nas antologias compiladas do poeta, até à sua análise e identificação como apócrifo em 1958 por Joel Serrão.
Faleceu a 25 de Setembro de 1913 em Gominhães, aos 32 anos de idade, encontrando-se sepultado em túmulo raso no adro da Capela de Nossa Senhora do Bom Despacho. A sua obra foi alvo de publicações póstumas pela Sociedade Martins Sarmento e o seu nome recordado numa rua e agrupamento de escolas de Guimarães e no Museu de História da Medicina Maximiano Lemos da U.Porto.

## Principais Obras
- João Monteiro de Meyra, O Concelho de Guimarães: estudo dedemographia e nosografia (Porto: Typ. Guedes, 1907).
- João Monteiro de Meyra, O Parto Cesareo: sua historia, sua technica, seus accidentes ecomplicações, suas indicações e prognostico (Porto: Typ. Ind. Portuguesa, 1908).
- João Monteiro de Meyra, Reincidencia (Porto: Typ. da Enciclopédia Portuguesa, 1911).
- João de Meira, Eusébio Macário em Guimarães (Braga: Irmandade de Nossa Senhora do Bom Despacho, 1981).
- Seara Alheia (João de Meira), Gil Vicente: Jubileu de Amores – 1550 (Guimarães: Sociedade Martins Sarmento, 2002).
- Donan Coyle (João de Meira), Sherlock Holmes no Porto (Guimarães: Sociedade Martins Sarmento, 2009)